# 996 Hilaritas
Hilaritas (asteroide 996) é um asteroide da cintura principal com um diâmetro de 29,53 quilómetros, a 2,6584052 UA. Possui uma excentricidade de 0,1392737 e um período orbital de 1 982,58 dias (5,43 anos).
Hilaritas tem uma velocidade orbital média de 16,94785326 km/s e uma inclinação de 0,66113º.
Este asteroide foi descoberto em 21 de Março de 1923 por Johann Palisa.